# Eloyella thienii
Eloyella thienii är en orkidéart som beskrevs av Dodson. Eloyella thienii ingår i släktet Eloyella och familjen orkidéer. Inga underarter finns listade i Catalogue of Life.